# 矬李遗址
矬李遗址是一处位于河南省洛阳市南部古城乡矬李村的古代村落遗址，距今约3000到5000年，遗址南北长约为700米，东西宽约为500米，发掘出了水井、窖穴、烧灶、水渠、墓葬以及石器、玉器、骨器、蚌器、陶器等遗物。这些文化堆积层分别属于仰韶文化、河南龙山文化和二里头文化。该遗址证明了二里头文化是从河南龙山文化发展而来。